# Raionul Sarnî, Rivne
Sarnî (în ucraineană Сарненський район, transliterat: Sarnenskîi raion) este un raion în regiunea Rivne, Ucraina. Are reședința la Sarnî.
Are o suprafață de 6.219 km². Populația este de 213.000 locuitori, determinată în 2020.